# مدرسة الجامع الجديد
مدرسة الجامع الجديد : هي إحدى مدارس مدينة تونس التي بنيت خلال العهد العثماني. وتعتبر أحد المعالم التاريخية للمدينة العتيقة، وهي من المعالم المرسمة بأمر مؤرخ في 25 جانفي 1922.

## موقعها
تقع مدرسة الجامع الجديد بنهج الصباغين عدد 29 بمدينة تونس العتيقة، وتشكل جزءا من مركب معماري يتكون بالإضافة لها من جامع وتربة. وهذه المدرسة هي الوحيدة التي تحتل صحن الجامع، حيث أن هذين العنصرين مستقلان عن بعضهما بالنسبة لبقية الجوامع والمدارس المحاذية لها. وهي تتكون من 15 غرفة لسكنى الطلبة، في حين يتشكل الطابق العلوي من المدرسة اليوسفية.

## تأسيسها

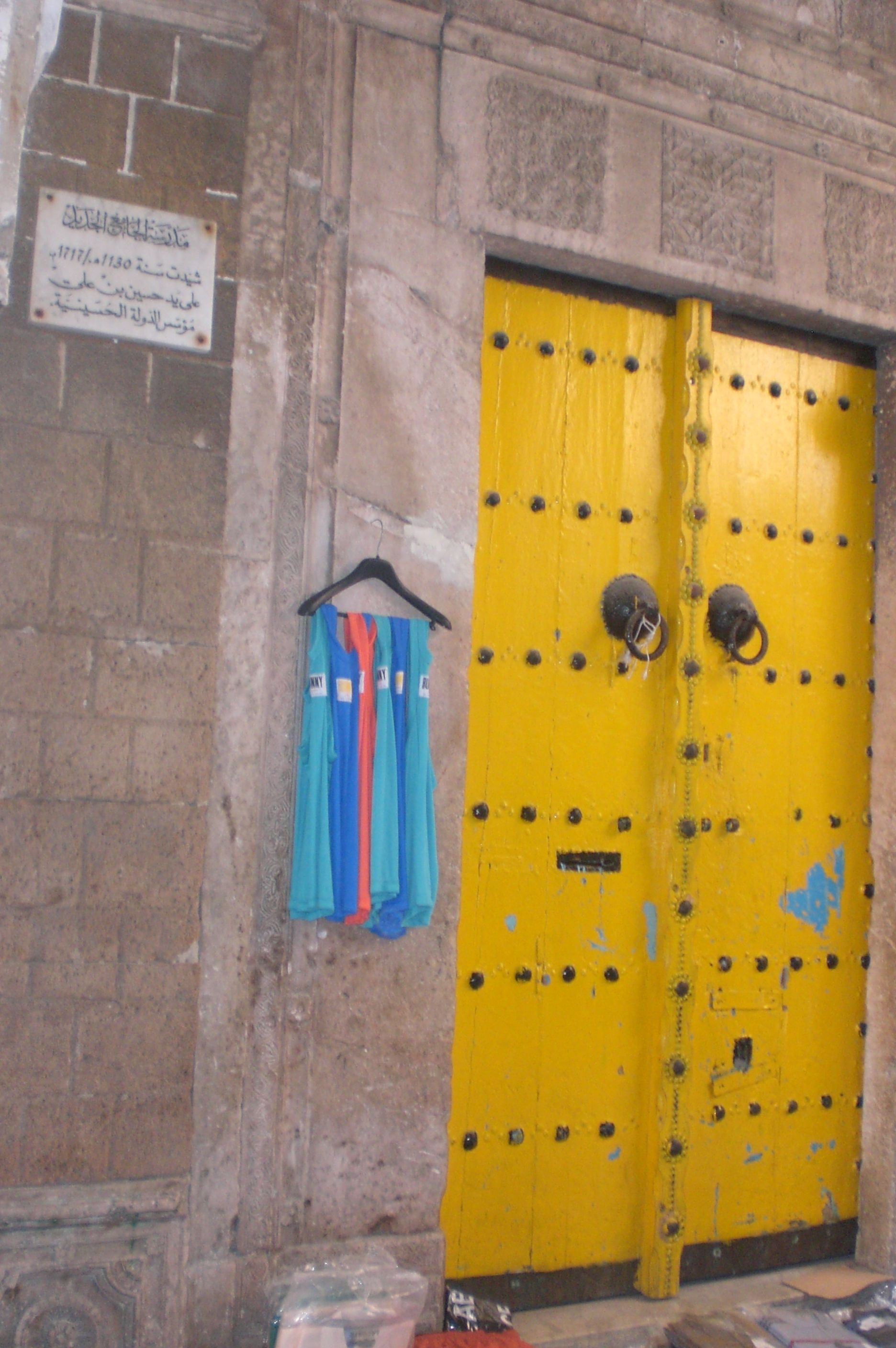
مدرسة الجامع الجديد بالصباغين -تونس

تعتبر مدرسة الجامع الجديد إحدى أربع مدارس تأسست في عهد حسين بن علي، أول البايات الحسينيين، أما المدارس الأخرى فهي مدرسة النخلة والمدرستان الحسينية الكبرى والحسينية الصغرى، ويندرج تأسيس هذه المدارس ضمن سياسة حسين بن علي لتوطيد نظام حكمه والبحث عن اكتساب قلوب الأهالي. وقد تأسست مدرسة الجامع الجديد عام 1130هـ/ 1717، وقد أطلق عليها اسم الجامع الجديد لمجاورتها له واشتراكها معه في نفس البهو. وقد أقيمت مدرسة الجامع الجديد على أرض كان بها مستودع للعنب الجاف  وكان من بين أوائل المدرسين فيها أحمد برناز (1664-1726) صاحب كتاب الشهب المحرقة.

## معقل للطلبة
خاض الطلبة الزيتونيون طيلة القرن العشرين عدة نضالات، لعل من أبرزها مظاهرة 15 مارس 1954. ومن المعاقل الطلابية التي وقع فيها تنسيق هذه المظاهرة مدرسة الجامع الجديد حيث انطلقت منها عشية ذلك اليوم جموع الطلبة متجهين نحو جامع الزيتونة ليلتقوا مع غيرهم من المتظاهرين الذين واجهتهم القوات الفرنسية بإطلاق الرصاص، وقد أفضت أحداث ذلك اليوم إلى استشهاد طالبين وجرح العشرات وإلقاء القبض على عدد آخر، وقد استقبلت مدرسة جامع الجديد الجرحى بما يؤشر على دور قاطنيها من الطلبة في أحداث ذلك اليوم.

## دورها
تشترك مدرسة الجامع الجديد مع غيرها من مدارس مدينة تونس في تحول وظيفتها من مدرسة للتعليم كما أراد لها مؤسسها في أواسط النصف الأول من القرن الثامن عشر ليقتصر دورها في القرن التاسع عشر على إيواء طلبة جامعة الزيتونة، وكان يقطن بها سنة 1930 44 طالبا وكانت آنذاك تشكو من الاكتظاظ حيث لم تكن طاقتها تتجاوز إيواء 20 طالبا فقط.

## معرض صور

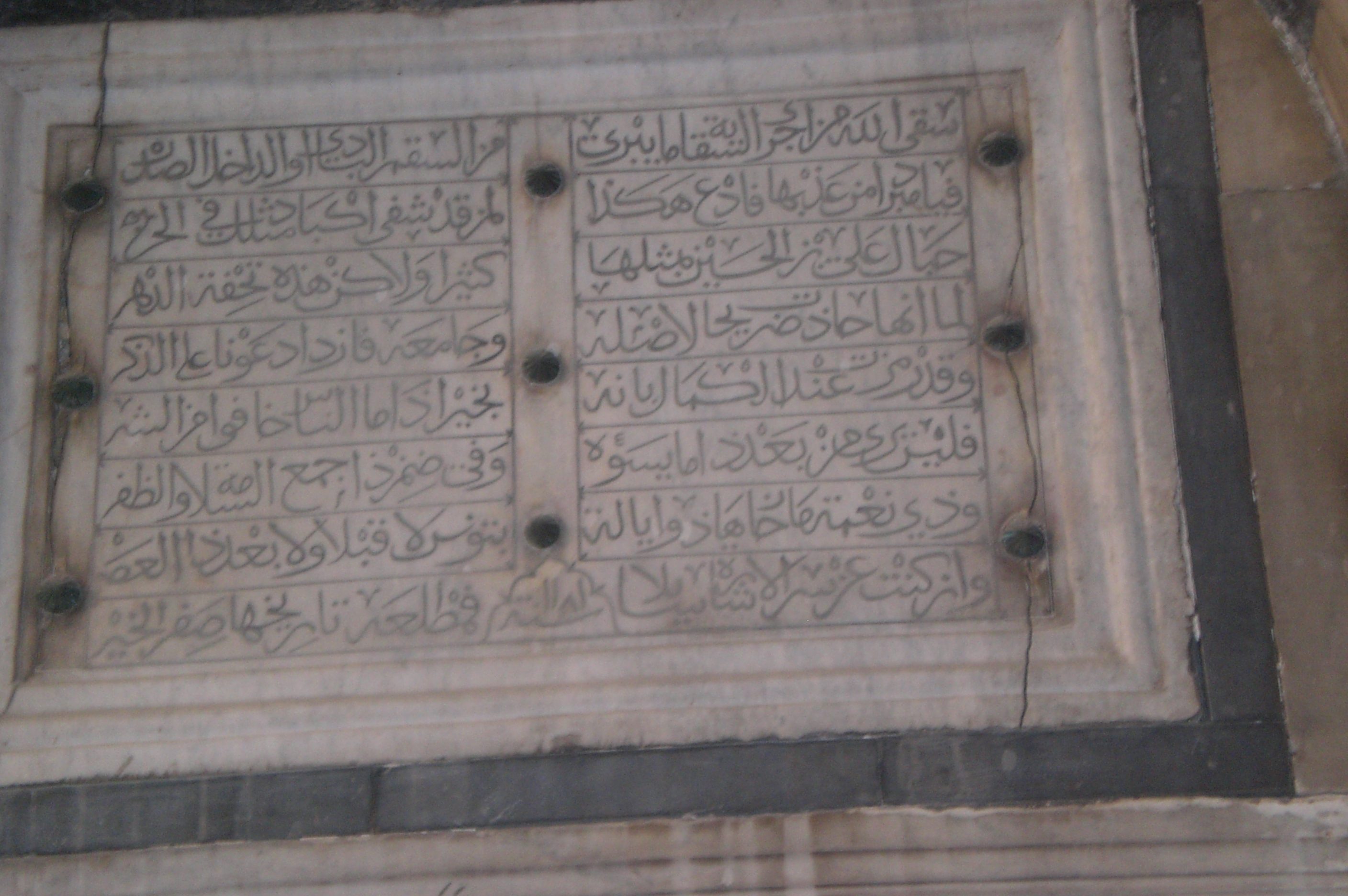
نقيشة مدرسة الجامع الجديد بالصباغين -تونس
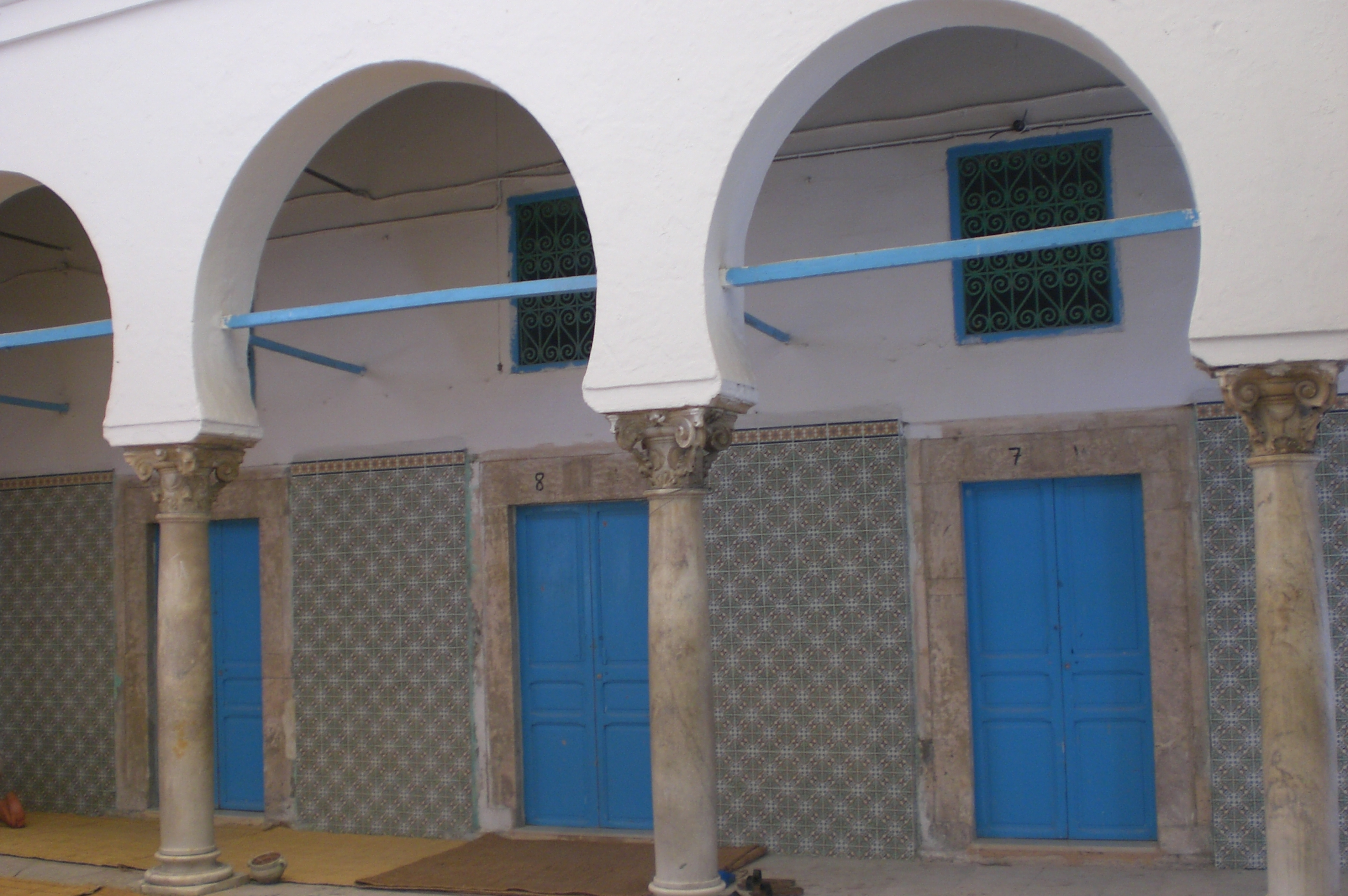
مدرسة الجامع الجديد من الداخل
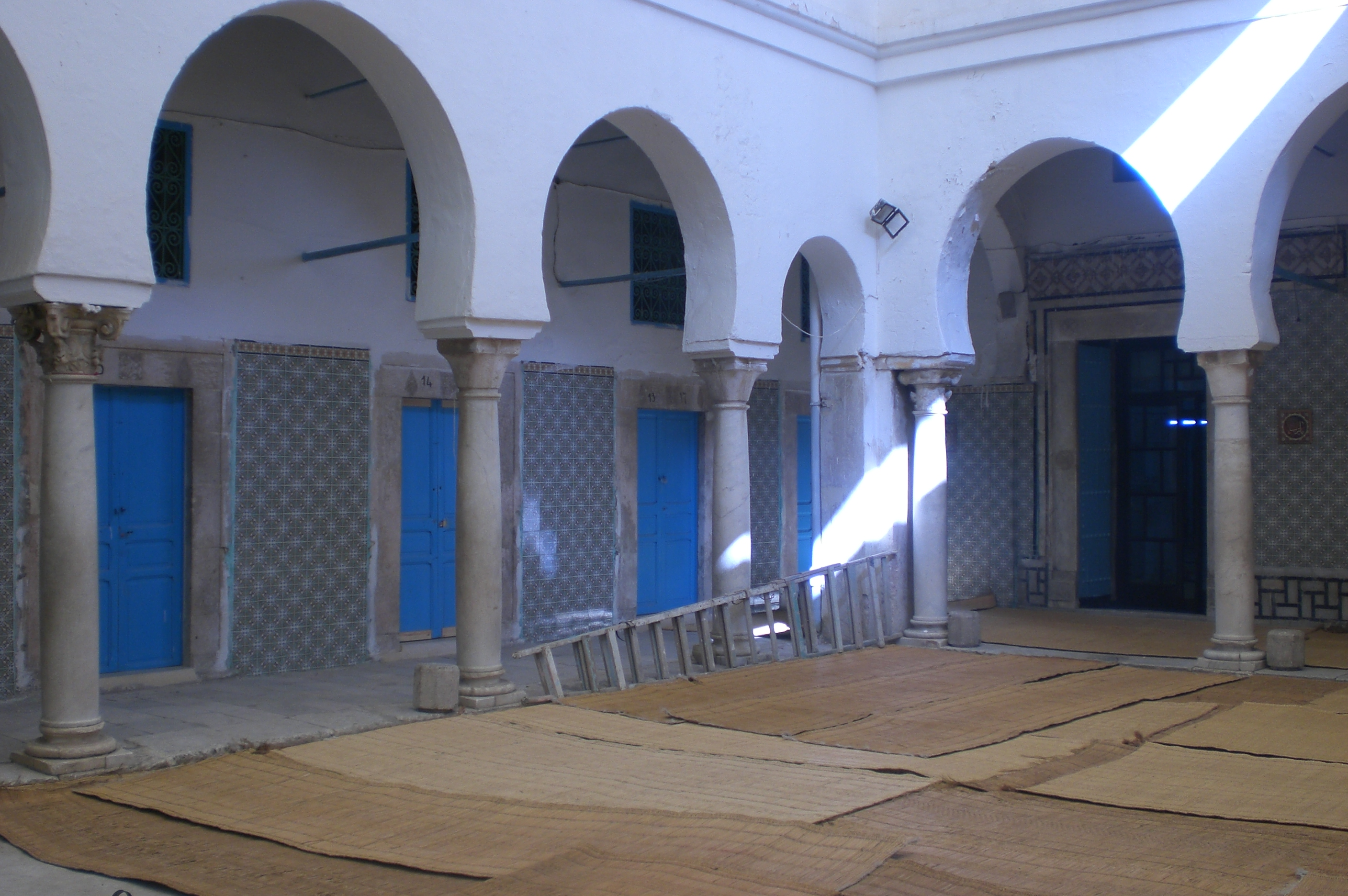
المدرسة من الداخل من زاوية ثانية

## وصلة خارجية
- الجامع الجديد نسخة محفوظة 26 يناير 2020 على موقع واي باك مشين.

## إشارات مرجعية
1. 1 2 3  "Wiki Loves Monuments monuments database". 3 نوفمبر 2017.
2. ↑  وصلة مرجع: http://www.docartis.com/Tunisia_Decreti/DECRETS/Pagine/1922_25janvier.html.
3. ↑  http://www.attarikh-alarabi.ma/Html/adad19partie8.htm نسخة محفوظة 27 أبريل 2016 على موقع واي باك مشين. د. الباجي بن مامي، جوامع مدينة تونس في العهد العثماني: دراسة تاريخية وفنية ومعمارية
4. ↑  جامع الجديد [وصلة مكسورة] نسخة محفوظة 26 يناير 2020 على موقع واي باك مشين.
5. ↑  محمد ضيف الله، الحركة الطالبية التونسية (1927-1939)، منشورات مؤسسة التميمي للبحث العلمي والمعلومات، زغوان-تونس 1999، ص 83